# Claro (compagnia telefonica)
Claro è un marchio messicano che identifica le attività di telefonia di América Móvil in America Latina.
Claro opera in Argentina, Brasile, Cile, Costa Rica, Repubblica Dominicana, El Salvador, Guatemala, Honduras, Giamaica, Nicaragua, Panama, Paraguay, Perù, Porto Rico e Uruguay, Colombia ed Ecuador.
In Brasile fu lanciato nel 2003, dalla fusione dell'operatore ATL (di America Movil) dello stato brasiliano di Rio de Janeiro e di Espírito Santo, BCP che serviva l'area metropolitana di São Paulo, Pernambuco, Alagoas, Ceará, Paraíba, Piauí e Rio Grande do Norte, Americel, che operava ad Acre, Tocantins, Rondônia, Goiás, Mato Grosso, Mato Grosso do Sul, Tess Celular in alcune aree di São Paulo e Claro Digital (che operava in Rio Grande do Sul).
Claro nacque in Argentina, Paraguay e Uruguay il 25 marzo 2008 dalla rinomina del marchio CTI Móvil.
Nelle più grandi città di queste tre nazioni forniva comunicazione via UMTS e HSDPA.
In Cile arrivò il 6 agosto 2006, dopo l'acquisizione di Smartcom PCS.
Fornisce un servizio di GSM/GPRS/EDGE, e dal dicembre 2007 di UMTS/HSDPA.
A Porto Rico, l'azienda ha assorbito la Puerto Rico Telephone Company, rinominandola Claro Puerto Rico.